# Station Senftenberg
Station Senftenberg is een spoorwegstation in de Duitse plaats Senftenberg.  Het station werd in 1869 geopend. 